# Falsterbo skjutfält
Falsterbo skjutfält är ett militärt övnings- och skjutfält som är beläget på Falsterbonäset cirka 1,5 km öster om Falsterbo.

## Historik
Bakgrunden till att skjutfältet anordnades var att Skånska luftvärnskåren bildades och förlades till Husie i Malmö, därmed behövdes också ett övnings- och skjutfält till luftvärnet i regionen. Genom försvarsbeslutet 2000 beslutades att ett flertal förband skulle avvecklas, därav behövdes inte samma areal övningsmark. Gällande Falsterbo skjutfält så kom delar att lämnas, bland annat den strandremsa som tillhörde skjutfältet. Skjutfältet under 2000-talet blivit klassat som ett Natura 2000-område.

## Geografi
Området omfattade ursprungligen skjutfältet och strandområdet väster därom, fram till ruinen i Falsterbo. 

## Verksamhet
Falsterbo skjutfält kom fram till 1997 att främst användas av luftvärnet, samt medgav stridsskjutning med pluton till kompani i försvarsstrid. Från 2000 förvaltas skjutfältet av Södra skånska regementet används främst av bland annat av Hemvärnet och Försvarsutbildarna, vilka bedriver kursverksamhet i närbelägna Höllviken.